# Ангола (Индиана)
Ангола (англ. Angola) — город и административный центр округа Стьюбен в штате Индиана в Соединённых Штатах Америки.
Согласно данным переписи населения США 2020 года число жителей города 
составляло 9340 человек, что, для такого небольшого населённого пункта, существенно больше, чем было во время предыдущей переписи проводившейся в 2010 году (8612 человек).

## История
Поселение было основано 28 июня 1838 года Томасом Гейлом и Корнелиусом Гилмором и в том же году оно стало центром округа Стойбен. Почтовое отделение Анголы также работает с 1838 года. Статус города был получен в 1906 году. Название было дано в честь одноимённой деревни в штате Нью-Йорк, откуда прибыла часть колонистов.
Несколько архитектурных объектов города включены в Национальный реестр исторических мест США.

## География
Согласно данным Бюро переписи населения США, общая площадь Анголы составляет 6,387 квадратных мили (16,54 км2), из которых 6,34 квадратных мили (16,42 км2 или 99,26%) — это суша и 0,047 квадратных мили (0,12 км2 или 0,74%) — водная поверхность.